# Dirphya senegalensis
Dirphya senegalensis är en skalbaggsart som först beskrevs av Audinet-serville 1835.  Dirphya senegalensis ingår i släktet Dirphya och familjen långhorningar.
Artens utbredningsområde är Senegal. Inga underarter finns listade i Catalogue of Life.